# Sursum corda
Sursum corda (latinsky: „Pozdvihněte svá srdce“ nebo doslova „vzhůru srdce“) je úvodním dialogem k předmluvě eucharistické modlitby nebo anafory v křesťanských liturgiích, která se datuje přinejmenším do třetího století a k Anaforě Apoštolská tradice. Dialog je zaznamenán v nejstarších liturgiích katolické církve na západě a východě a nachází se ve všech starověkých obřadech. Během římské liturgie následuje po Orate fratres.

## Charakteristika
Ačkoli se detaily mírně liší od obřadu k obřadu, struktura dialogu je obecně trojí a zahrnuje výměnu formálního pozdravu mezi knězem a věřícími; pozvání pozvednout srdce k Bohu, lid odpovídá souhlasně; a pozvání k poděkování, přičemž lidé odpoví, že je správné (důstojné) tak učinit. Třetí výměna názorů naznačuje souhlas lidu s tím, že kněz pokračuje v přednášení zbytku eucharistické modlitby za ně, a potřeba takového souhlasu vysvětluje univerzálnost dialogu.